# Ремон, Виктор Юрбен
Виктор Юрбен Ремон (фр. Victor Urbain Rémond; 1773—1859) — французский военный деятель, бригадный генерал (1811 год), барон (1815 год), участник революционных и наполеоновских войн.

## Биография
Родился в семье геометра, в 1791 году вступил на военную службу волонтёром 5-го батальона Уазы, участвовал в кампании 1792 года в рядах Мозельской армии, в 1793 году поступил в Школу военных инженеров, откуда в 1794 году был выпущен в звании младшего лейтенанта, отличился в сражении 26 июня 1794 года при Флёрюсе, 21 марта 1795 года — лейтенант, 3 июля 1795 года — капитан, сражался в составе Рейнско-Мозельской армии, отличился при осаде Майнца. 17 сентября 1796 года попал в плен при Келе, но уже 20 июля 1797 года получил свободу и в следующем году был прикомандирован к штабу Дунайской армии.
Принимал участие в кампаниях 1805, 1806 и 1807 годов в составе дивизии Леграна, сражался при Ульме, Аустерлице, Йене и Любеке, 5 января 1807 года был произведён в командиры батальона, состоял при 4-м корпусе, отличился в сражениях при Эйлау и Гейльсберге. 22 октября 1808 года награждён званием полковник штаба с назначением в Рейнскую армию.
14 ноября 1808 года определён в состав 2-го корпуса Армии Испании и служил на Пиренейском полуострове под командой маршала Сульта, сражался при Бургосе, Понферраде, Какабелосе, Луго, Опорто и Талавере, где получил ранение. 15 ноября 1809 года поступил на службу Испанского королевства с чином полковника и назначен командиром отдельного пехотного корпуса на Рио-Тинто, предназначенного для прикрытия блокады Кадиса, 15 ноября 1809 года — бригадный генерал испанской службы. 14 июля 1810 года возвратился на французскую службу с назначением в штаб Армии Испании, с 9 августа 1811 года командовал авангардом 2-й пехотной дивизии генерала Годино, 3 августа 1811 года — бригадный генерал, командир 1-й бригады 1-й пехотной дивизии 5-го армейского корпуса Южной армии, 28 октября 1811 года во главе колонны в 1500 пехотинцев остановил продвижение английской армии в бою при Арройо-де-Лос-Молинос, после чего оккупировал Ньеблу и принял участие в деблокаде Ронды. После реорганизации армии, 7 февраля 1812 года возглавил 2-ю бригаду 5-й пехотной дивизии Друэ д’Эрлона. В сражении 21 июня 1813 года при Витории командовал бригадой 1-й пехотной дивизии генерала Леваля, 30 августа 1813 года ранен пулей в левый бок при осаде Сен-Себастьяна и 18 декабря того же года оставил службу для лечения.
При первой реставрации Бурбонов оставался с 1 сентября 1814 года без служебного назначения, 16 мая 1815 года избран в Палату представителей от департамента Орн, 6 июня 1815 года присоединился к 18-й пехотной дивизии генерала Жирара Альпийской армии и с 22 по 26 июня возглавлял всю дивизию, после второй реставрации определён в резерв, после Июльской революции избран 28 октября 1830 года членом Палаты депутатов от департамента Орн, 5 июля 1831 года вышел в отставку и посвятил себя сельскому хозяйству.

## Титулы
- Барон Ремон и Империи (фр. baron Rémond et de l'Empire; декрет от 13 декабря 1813 года, патент подтверждён 17 февраля 1815 года).

## Награды
Легионер ордена Почётного легиона (14 июня 1804 года)
 Офицер ордена Почётного легиона (11 июля 1807 года)
 Коммандан ордена Почётного легиона (25 ноября 1813 года)
 Кавалер военного ордена Святого Людовика (1814 год)
 Великий офицер ордена Почётного легиона (20 апреля 1831 года)